# HMS Caledonia (1808)
Pour les autres navires du même nom, voir HMS Caledonia et HMS Dreadnought.
Le HMS Caledonia est un vaisseau de ligne de la classe Caledonia de la Royal Navy, armé de 120 canons.

## Conception et construction
La construction du HMS Caledonia est décidée en janvier 1797, mais la quille n'est posée qu'en janvier 1805 au chantier naval de Plymouth et le navire est lancé le 25 juin 1808. Il est le premier navire d'une classe qui comptera huit autres unités, construites entre 1812 et 1841.

## Service actif
À la fin des guerres napoléoniennes, le HMS Caledonia est affecté à la flotte de la Méditerranée, où il sert de navire-amiral à Edward Pellew. Le 5 novembre 1813, le navire participe au combat entre l'escadre britannique et une division de la flotte française rentrant à Toulon. Le 13 février 1814, les HMS Caledonia et Boyne affrontent sans succès le vaisseau français Romulus entre Carqueiranne et le cap Brun.

## Fin de carrière
En 1856, le vaisseau est converti en navire-hôpital à Greenwich et renommé HMS Dreadnought.
Le navire est définitivement rayé du service en 1871 et démoli.